# Ipojuca
Ipojuca là một đô thị thuộc bang Pernambuco, Brasil. Đô thị này có diện tích 527,32 km², dân số năm 2007 là 69781 người, mật độ 132,33 người/km².